# HMS Bittern (L07)
«Біттерн» (англ. HMS Bittern (L07) — військовий корабель, шлюп типу «Біттерн» Королівського військово-морського флоту Великої Британії за часів Другої світової війни.

## Історія створення
Шлюп «Біттерн» був закладений 27 серпня 1936 року на верфі «J. Samuel White» у місті Коузі. Спущений на воду 14 липня 1937 року, вступив у стрій 15 березня 1938 року.

## Історія служби
Після вступу у стрій шлюп «Біттерн» використовувався для випробувань універсальних 102-мм артилерійських установок. Потім був флагманським кораблем 1-ї флотилії ППО.
З початком війни ніс службу у складі ескортних сил Розайта, супроводжуючи конвої у східного узбережжя Великої Британії. 
У квітні 1940 року брав участь у висадці союзників в Норвегії, після чого виконував задачі ППО в норвезьких портах.
30 квітня 1940 року під час евакуації Намсуса у шлюп влучила авіабомба з пікірувальника Junkers Ju 87, вибух якої спричинив детонацію власних глибинних бомб. Корабель зазнав значних пошкоджень, але залишився на плаву. Відбуксирувати корабель до Британії було неможливо, і він був добитий торпедою з есмінця «Джейнес», щоб до рук німців не потрапила  секретна гідроакустична станція.
у 2011 році із затонулого корабля почало витікати паливо. Аби уникнути забруднення довкілля, до корабля направили мінісубмарину, з допомогою якої в корпусі шлюпа був зроблений отвір, через який паливо відкачав надводний корабель-збирач.